# هيلين غرينير (أمينة مكتبة)
هيلين غرينير هي أمينة مكتبة كندية، ولدت في 25 يوليو 1900 في مدينة كيبك في كندا، وتوفيت في 22 مارس 1992.